# Gelmín Rivas
Gelmin Javier Rivas Boada (Cumané, 23 de março de 1989) é um futebolista profissional venezuelano que atua como atacante, atualmente defende o Rionegro Águilas.

## Títulos
Anzoátegui
Copa da Venezuela (1): 2012